# Varánuszfélék

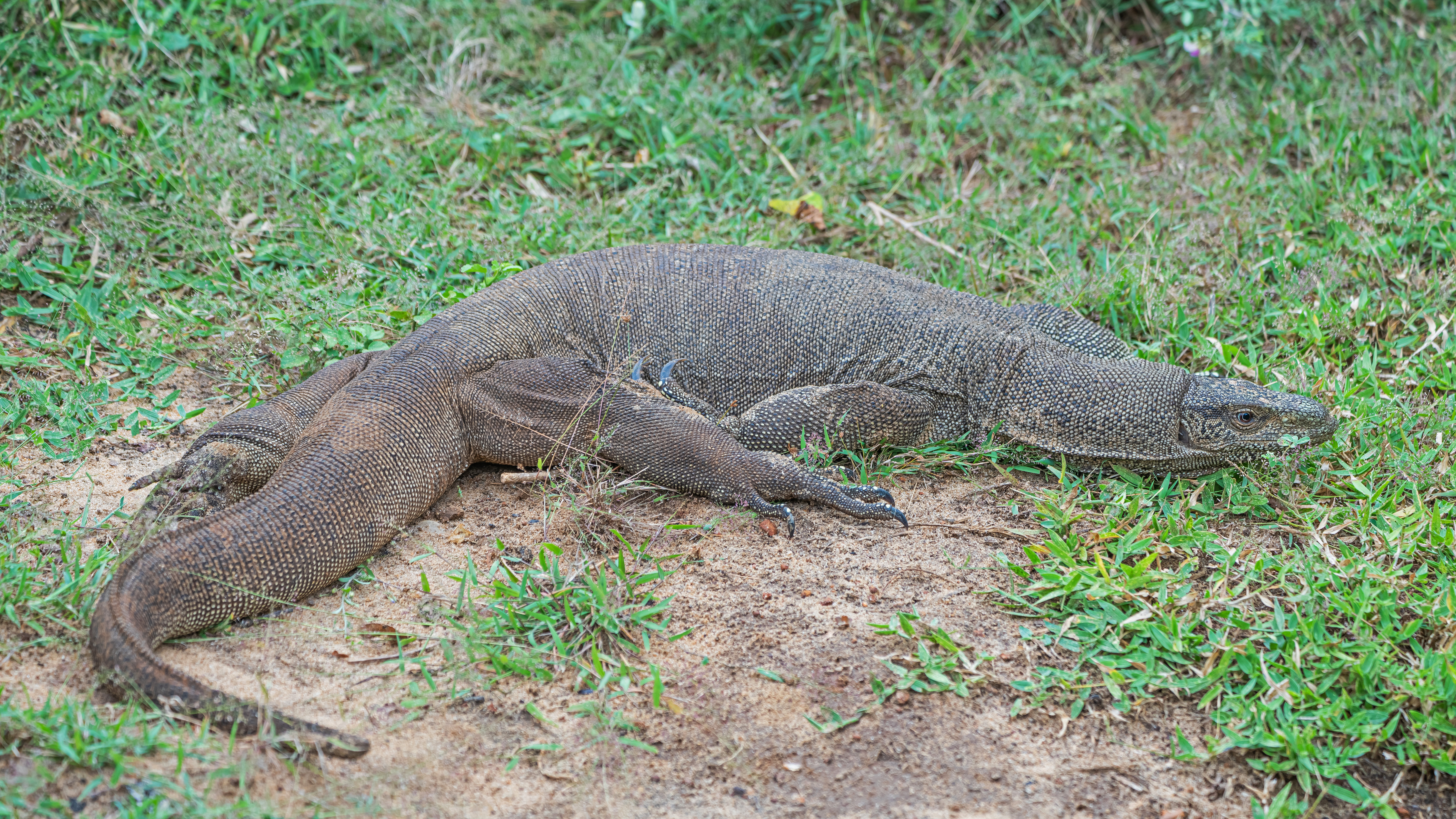
Bengáli varánusz (Varanus bengalensis)

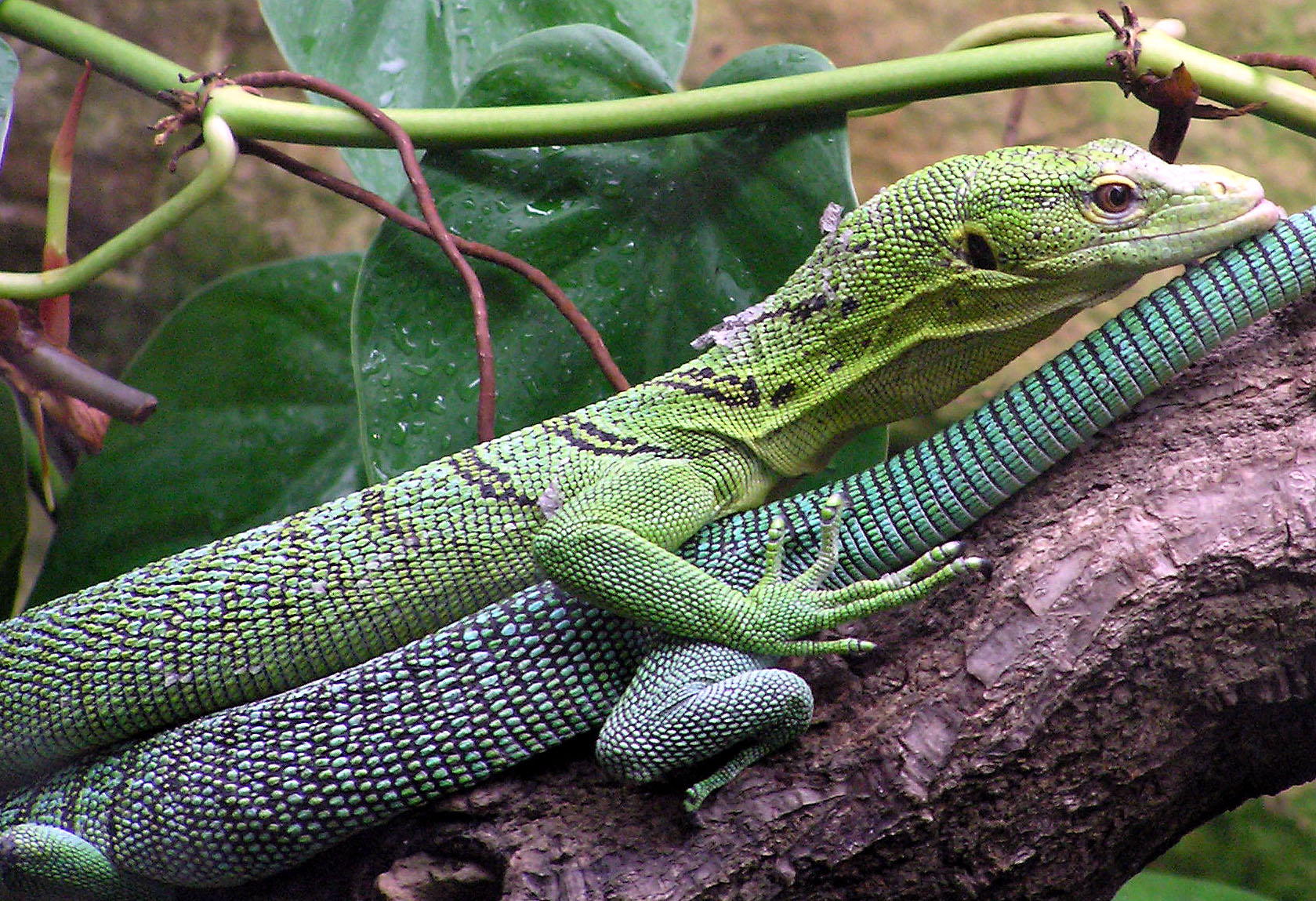
Smaragd varánusz (Varanus prasinus)

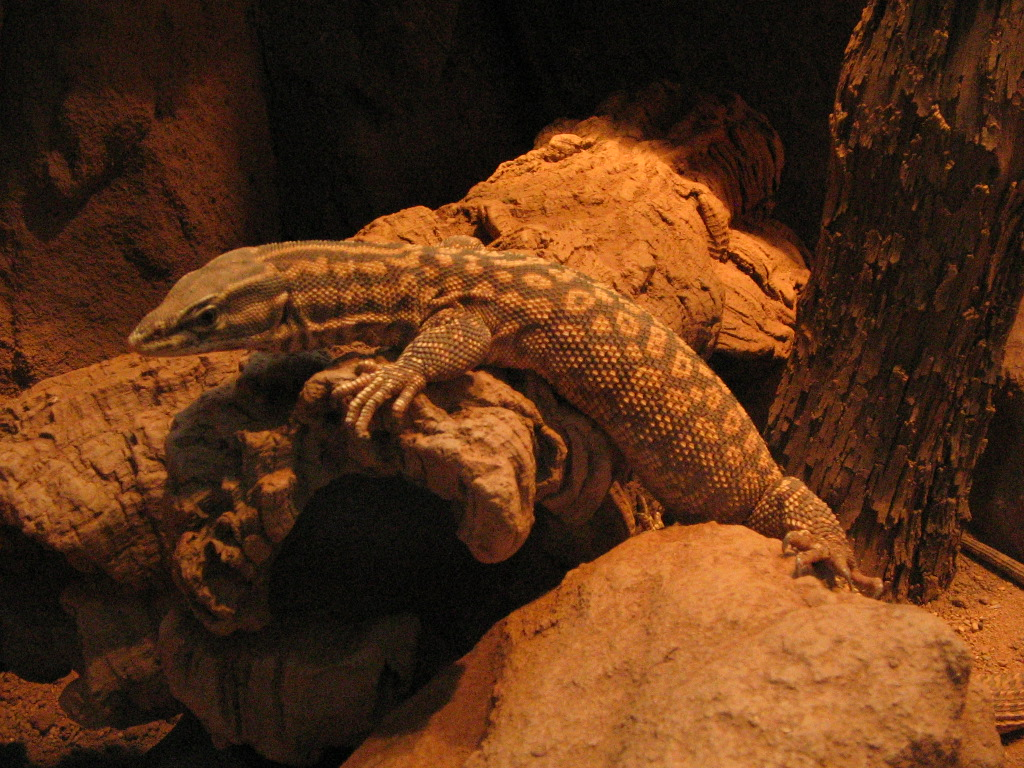
Tüskés farkú varánusz (Varanus acanthurus)

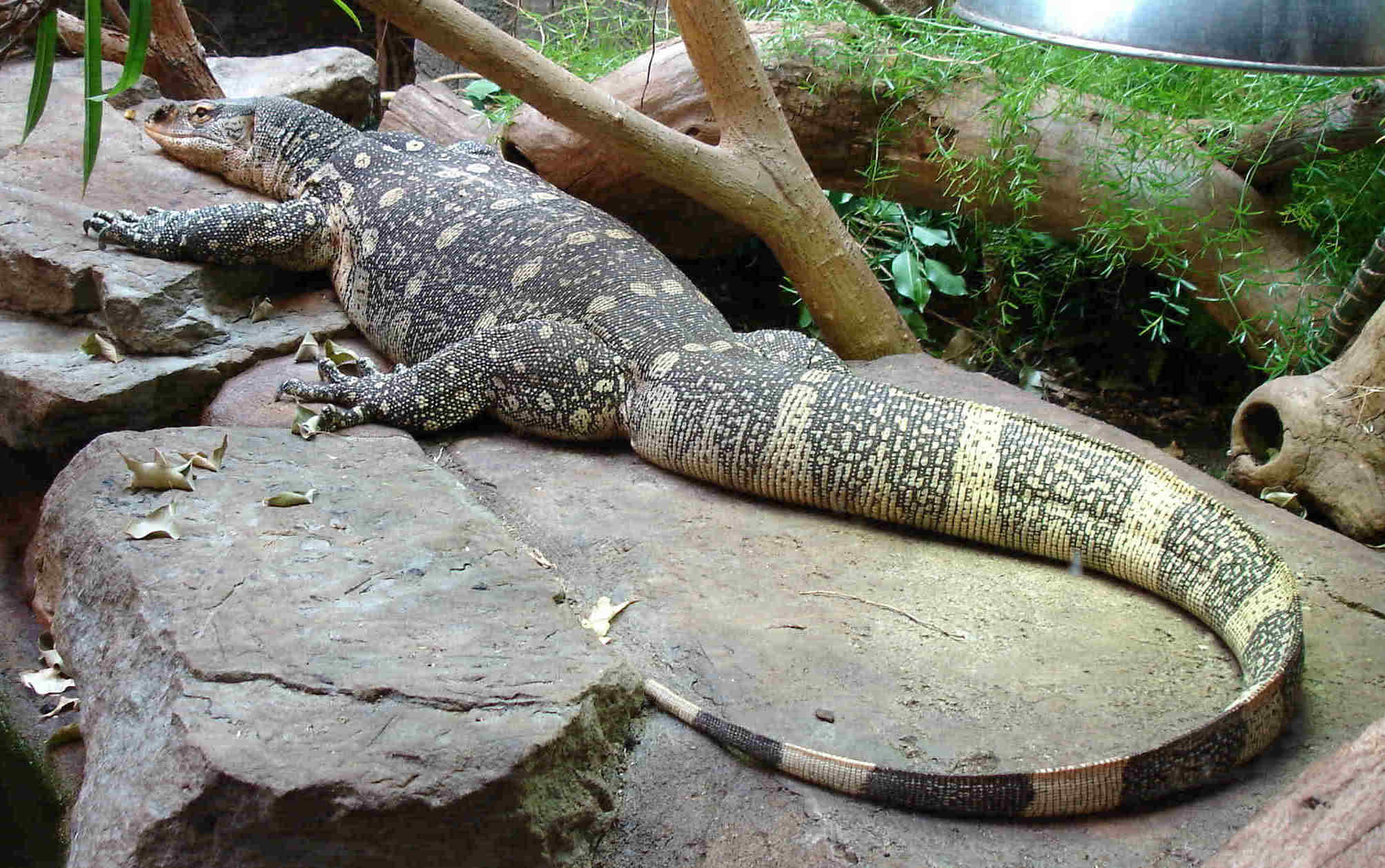
Nílusi varánusz (Varanus niloticus)

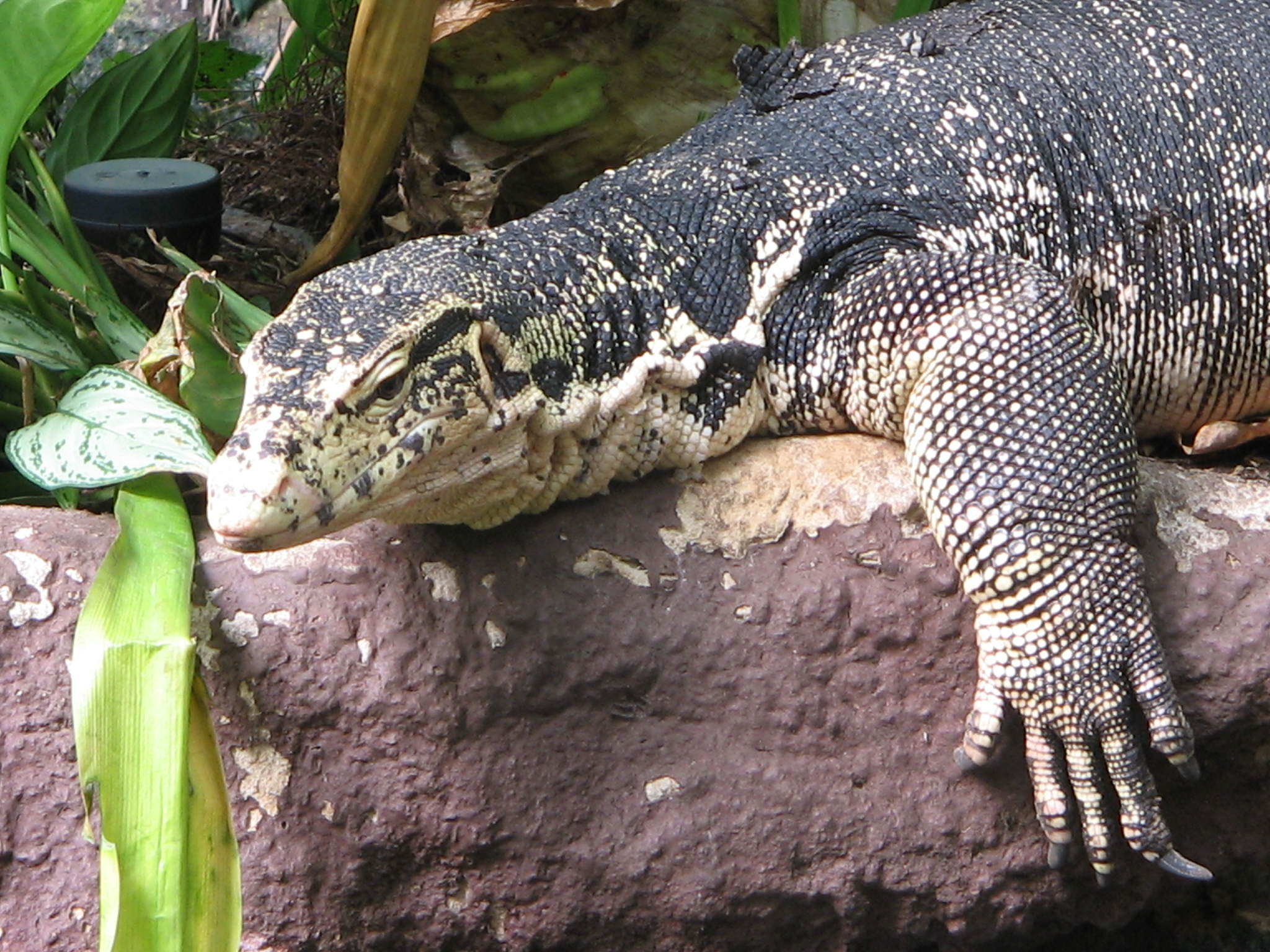
Szalagos varánusz (Varanus salvator)

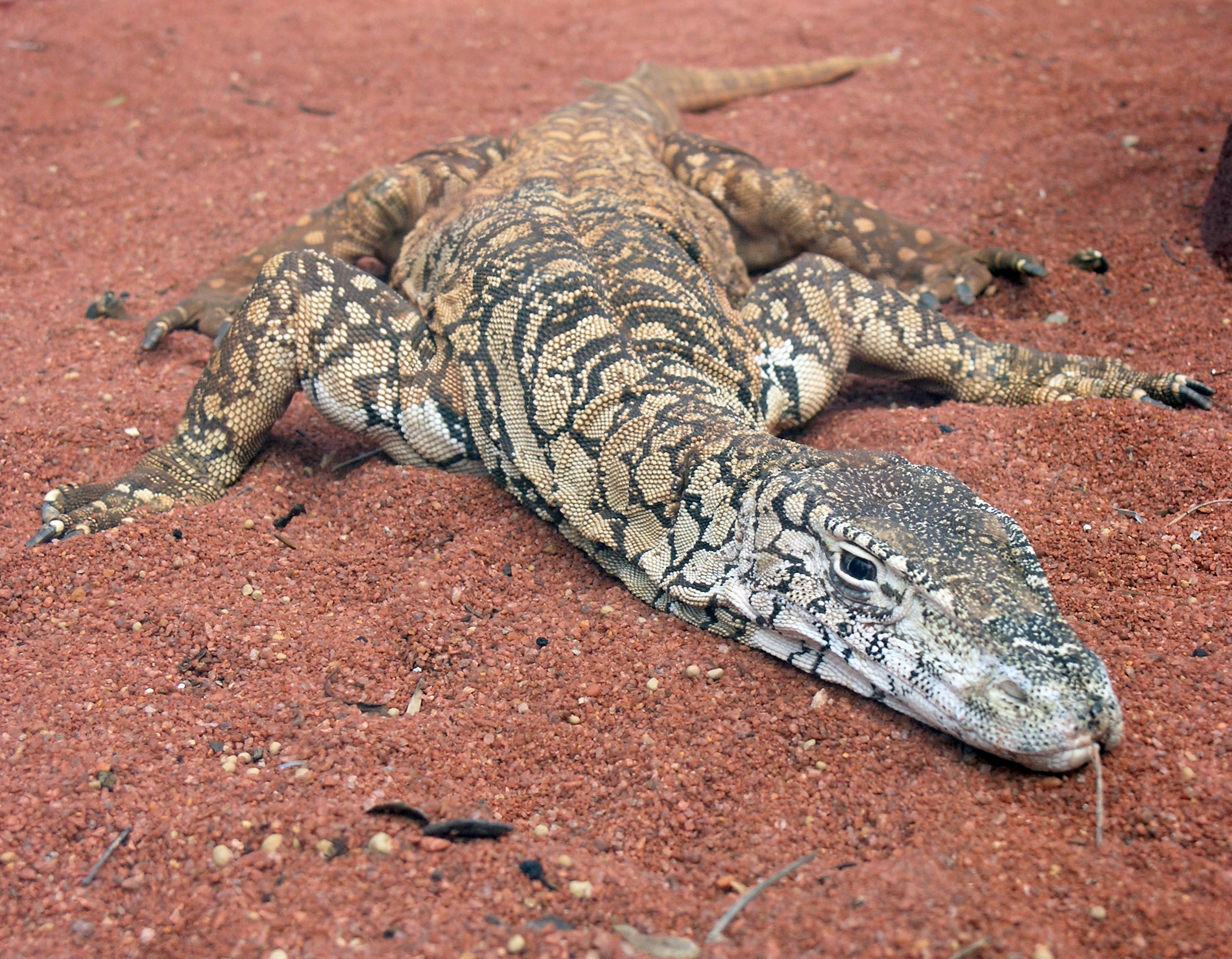
Óriás varánusz (Varanus giganteus)

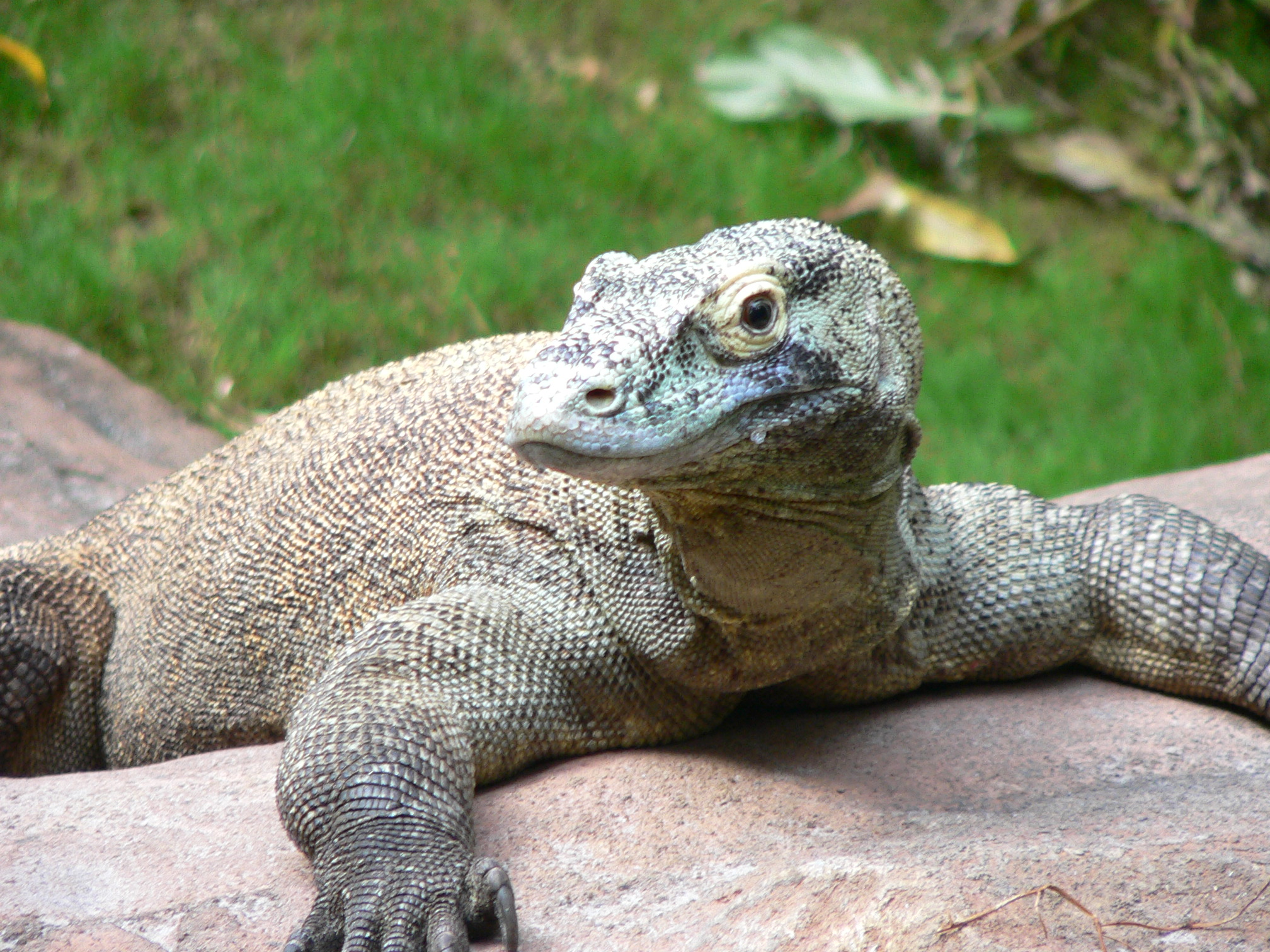
Komodói sárkány (Varanus komodoensis)

A varánuszfélék (Varanidae) a gyíkok rendjébe tartozó varánuszalakúak (Varanoidea vagy Platynota) – egyes, új rendszertanokban (Autarchoglossa) alrendág – egyik családja, mintegy harminc fajjal.

## Származásuk, elterjedésük
A trópusokon és szubtrópusokon élnek: Afrikában, Ázsia déli felén (Délnyugat-, Délkelet- és Dél-Ázsiában, valamint Dél-Kínában is, de igazi hazájuk Ausztrália és Új-Guinea: fajaik csaknem fele itt él.

## Megjelenésük, felépítésük
A fejük megnyúlt: karcsúbb, mint a többi gyíké. Nyakuk hosszú, végtagjaik erősek. Nagy, kúp alakú, egymástól meglehetősen távol álló fogaik állkapocscsatornáik belső feléhez nőttek. Szárnycsontfogaik nincsenek. Farkuk hosszú és izmos; támadóikat ostorszerű csapásaival próbálják elriasztani (és közben felfújják magukat). Combpórusaik nincsenek.
Szaglásuk fejlett: a bőrtokba rejtett, keskeny, nagyon messzire kinyújtható, kéthegyű hasított nyelvükkel felvett illatanyagokat az orrmelléküregükben található Jacobson-szervvel érzékelik.

## Életmódjuk, élőhelyük
Valamennyien gyorsan mozognak a szárazföldön – a fajok egy része a vízben is. Életmódjuk rendkívül változatos: sivatagi és teljesen vízközeli fajaik is vannak. A szárazföldön élő fajok egerekre, apró madarakra, kisebb gyíkokra, kígyókra, békákra vadásznak, sőt, a baromfiakat is veszélyeztetik. A nílusi varánusz nemcsak a krokodil tojásait falja fel, de a fiatal krokodilokat is.

## Rendszertani felosztásuk
A család egyetlen élő neme a varánusz (Varanus). Ennek alnemei és fajai:
- Empagusia alnem
  - bengáli varánusz (Varanus bengalensis)
  - Varanus nebulosus
  - Duméril-varánusz (Varanus dumerilii)
  - sárga varánusz (Varanus flavescens)
  - kérgesnyakú varánusz (Varanus rudicollis)

- Euprepriosaurus alnem
  - Bennett-varánusz (Varanus bennetti)
  - türkiz varánusz (Varanus caerulivirens)
  - serami varánusz (Varanus cerambonensis)
  - kai-szigeteki varánusz (Varanus colei)
  - kékfarkú varánusz (Varanus doreanus)
  - új-írországi varánusz (Varanus douarrha)
  - Fincsh-varánusz (Varanus finschi)
  - mangrovevaránusz (Varanus indicus)
  - japeni varánusz (Varanus jobiensis)
  - rennell-szigeti varánusz (Varanus juxtindicus)
  - Talaud-szigeteki varánusz (Varanus lirungensis)
  - Louisiade-szigeteki varánusz (Varanus louisiadensis)
  - arany varánusz (Varanus melinus)
  - Varanus obor
  - Varanus rainerguentheri
  - Mussau-szigeti varánusz (Varanus semotus)
  - Tanimbar-szigetei varánusz (Varanus tanimbar)
  - Mariana-szigeteki varánusz (Varanus tsukamotoi)
  - Yuwono-varánusz (Varanus yuwonoi)
  - halmaherai varánusz (Varanus zugorum)

- Hapturosaurus alnem 
  - fekete varánusz (Varanus beccarii)
  - aranyfoltos varánusz (Varanus boehmei)
  - Bogert-varánusz (Varanus bogerti)
  - queenslandi varánusz (Varanus keithorni)
  - biak-szigeti varánusz (Varanus kordensis)
  - kék varánusz (Varanus macraei)
  - smaragd varánusz (Varanus prasinus)
  - Reisinger-varánusz (Varanus reisingeri)
  - Rossel-varánusz (Varanus telenesetes)

- Odatria alnem 
  - tüskésfarkú varánusz (Varanus acanthurus)
  - Auffenberg-varánusz (Varanus auffenbergi)
  - vastagfarkú varánusz (Varanus brevicauda)
  - Baritji-varánusz (Varanus baritji)
  - Varanus bushi
  - csíkosfarkú varánusz (Varanus caudolineatus)
  - Varanus citrinus
  - déli törpevaránusz (Varanus eremius)
  - Gillen-varánusz (Varanus gilleni)
  - Glauert-varánusz (Varanus glauerti)
  - hosszúfarkú sziklavaránusz (Varanus glebopalma)
  - Varanus hamersleyensis
  - Varanus insulanicus
  - King-varánusz (Varanus kingorum)
  - Mitchell-varánusz (Varanus mitchelli)
  - Varanus ocreatus
  - pilbara varánusz (Varanus pilbarensis)
  - törpe varánusz (Varanus primordius)
  - Varanus scalaris
  - rozsdás varánusz (Varanus semiremex)
  - Varanus similis
  - Dampier-félszigeti varánusz (Varanus sparnus)
  - Storr-varánusz (Varanus storri)
  - timori varánusz (Varanus timorensis)
  - feketefejű varánusz (Varanus tristis)

- Papusaurus alnem
  - pápua varánusz (Varanus salvadorii)

- Philippinosaurus alnem
  - Sierra Madre-i varánusz (Varanus bitatawa)
  - Panay-varánusz (Varanus mabitang)
  - olajzöld varánusz (Varanus olivaceus)

- Polydaedalus alnem
  - fehértorkú varánusz (Varanus albigularis)
  - sztyeppi varánusz (Varanus exanthematicus) más néven pápaszemes varánusz (Varanus ocellatus) – Heyden 1830
  - nílusi varánusz (Varanus niloticus)
  - nyugat-afrikai varánusz (Varanus stellatus)
  - Varanus ornatus
  - jemeni varánusz (Varanus yemenensis)

- Psammosaurus alnem
  - pusztai varánusz vagy szürke varánusz (Varanus griseus)
  - Varanus nesterovi

- Solomonsaurus alnem
  - tüskésnyakú varánusz (Varanus spinulosus)

- Soterosaurus alnem
  - Varanus bangonorum
  - mindanaói varánusz (Varanus cumingi)
  - Varanus dalubhasa
  - Fülöp-szigeteki vízivaránusz (Varanus marmoratus)
  - viscayasi varánusz (Varanus nuchalis)
  - palawani vízivaránusz (Varanus palawanensis)
  - Varanus rasmusseni
  - szalagos varánusz vagy vízi varánusz (Varanus salvator)
  - Samari vízivaránusz (Varanus samarensis)
  - Togian-szigeteki varánusz (Varanus togianus)

- Varanus alnem 
  - óriás varánusz (Varanus giganteus)
  - homoki varánusz vagy Gould-varánusz (Varanus gouldii)
  - komodói sárkány vagy komodói varánusz (Varanus komodoensis)
  - Mertens-varánusz (Varanus mertensi)
  - sárgafoltos varánusz (Varanus panoptes)
  - Rosenberg-varánusz (Varanus rosenbergi)
  - Spencer-varánusz (Varanus spenceri)
  - tarka varánusz (Varanus varius)
  - megalánia (Varanus priscus) - kihalt a késő pleisztocén korban